# Matthias Nötzel
Matthias Nötzel (* 8. September 1971) ist ein deutscher Volleyballspieler.

## Karriere
Nötzel spielte in der deutschen Junioren-Nationalmannschaft. Mit dem VC Bottrop 90 stieg er 1998 erstmals in die Bundesliga auf. Später war er mit der zweiten Mannschaft des Vereins in der Verbandsliga aktiv. Als das Bundesliga-Team 2011 wegen finanzieller Probleme diverse Spieler verlor, holte der neue Trainer Igor Prieložný den Universalspieler im Dezember zurück in die Bundesliga. Trotzdem stieg Bottrop sieglos ab. Im Folgejahr stieg er mit den RWE Volleys als Meister der 2. Bundesliga Nord erneut in das deutsche Oberhaus auf. Im Dezember 2013 wurde den RWE Volleys Bottrop die Bundesligalizenz entzogen, weshalb Nötzel zunächst vereinslos ist.